# Bombardeio de Cabra
O Bombardeameto de Cabra foi um  ataque aéreo republicano que ocorreu em Cabra, Córdoba, Andaluzia em 7 de novembro de 1938, durante a Guerra Civil Espanhola. O ataque aéreo provocou 107 mortos e mais de 200 feridos exclusivamente civis. 

## Antecedentes
Ao longo de 1938, a Força Aérea republicana ("Fuerza Aerea de la República Española") ou FARE realizou bombardeios aéreos contra as cidades nacionalistas, entre elas Sevilha e Valladolid, em retaliação pelo bombardeio das cidades republicanas de Barcelona, Alicante e Granollers.
A Guerra Civil já estava já a entrar na sua ultima fase.  Apenas umas semanas antes, em outubro de 1938, as tropas franquistas haviam criado várias brechas na frente republicana, após três meses de árduos combates nas margens do rio Ebro, com a derrota das forças republicas.
A derrota republicana do Ebro deixou ao exército franquista o caminho aberto para a Catalunha e para a fronteira francesa, à qual chegariam três meses depois e que resultaria no fim da guerra, que teve inicio em julho de 1936.

## O bombardeamento
Em 7 de novembro de 1938, três bombardeiros Tupolev SB do FARE, bombardearam a cidade de Cabra, na província de Córdoba. 
De acordo com os depoimentos de pilotos e observadores nos Tupolev SB-2 , que participaram no ataque, apelidados de Katiuska pelos nacionalistas, a informação recebida pela unidade apontava para a presença em Cabra de uma unidade italiana, de apoio ás tropas nacionalistas. Os pilotos esperavam encontrar um acampamento de barracas, nas proximidades da cidade e veículos militares ao redor dela. Ao chegar, eles vislumbraram um grande número de tendas na praça central de Cabra,  que mais não era que um mercado de alimentar e não um acampamento militar tendo atacado sem confirmar o alvo.  Apesar da localidade dispor de algum armamento anti aéreo, não conseguiu reagir com rapidez suficiente para impedir o ataque.
Pouco depois do amanhecer do dia 7, três aviões republicanos  lançaram uma carga de mais de 2.000 quilos de bombas - várias delas pesando 250 quilos - que transformaram a cidade em um verdadeiro inferno. Em apenas cinco minutos, descarregaram seis toneladas de bombas. Uma delas, (200 kg) caiu no mercado da cidade,em dia de feira semanal,  quando havia inúmeros comerciantes e gente não só de Cabra, mas de toda a região, matando dezenas de civis. As bombas também atingiram a Plaza Vieja, no bairro Villa, que era um dos mais humildes de Cabra, onde aqueles que trabalhavam à jorna, esperavam ser contratados para trabalhar na lavoura. Foi o mais mortífero ataque da aviação republicana, na Guerra Civil de Espanha, causando entre 101 e 107 civis mortos e 200 feridos. Não existiram baixas militares.
O bombardeamento de Cabra foi o ataque mais mortífero realizado pela força aérea republicana durante a guerra civil espanhola.
Após a guerra  o ataque realizado pela aviação republicana, foi muito questionado, por Cabra  não ser considerado um alvo militar. Não tinha valor estratégico, não era um nós de vias de  comunicações que pudesse explicar o ataque. Cabra estava muito longe das frentes de combate e não havia tropas italianas pertencentes ao Corpo di Truppe Volontarie, como se insinuou para tentar encontrar uma certa justificativa para o que não tem. É verdade que havia tropas italianas em Cabra nas primeiras semanas de 1937 e há importante documentação gráfica sobre isso. Tropas que participaram na ocupação de Málaga pelo exército franquista. Também é verdade que passaram novamente por Cabra a caminho da frente de Madrid, onde participaram na ofensiva de Guadalajara, mas não estavam sequer em Cabra no momento do ataque.